# Cathédrale de la Sainte-Trinité de Tchernihiv
Cette  cathédrale n’est pas la seule cathédrale de la Sainte-Trinité.
La cathédrale de la Sainte-Trinité (en ukrainien : Троїцький собор) est une cathédrale diocésaine orthodoxe de l'éparchie de Tchernigov de l'Église ukrainienne dépendant du patriarcat de Moscou. C'était autrefois l'église abbatiale du monastère de la Trinité-Saint-Élie. Elle a été construite en style baroque ukrainien sur les fonds de l'hetman Mazepa, par Johann Baptist Sauer en 1695.

## Histoire
Le début de la construction de l'église commence en 1679 à l'initiative de l'archevêque Lazare Baranovitch, mais elle est inachevée par manque de moyens. Mazepa devient donateur en 1688 et l'église peut être consacrée le 20 juillet 1695. Elle est en forme de croix surmontée de coupoles à bulbe. La façade occidentale est ornée de deux tours. L'église est ornée de niches, de pilastres et de frontons baroques ; l'intérieur était décoré de fresques à sujets bibliques, qui ont presque toutes disparu lors d'incendies. Elle a été restaurée entre 1974 et 1985.
L'église servait d'église abbatiale au monastère, c'est aujourd'hui la cathédrale du diocèse (éparchie dans l'Église d'Orient). On y trouve la dépouille de saint Théodose de Tchernigov et d'autres ecclésiastiques.

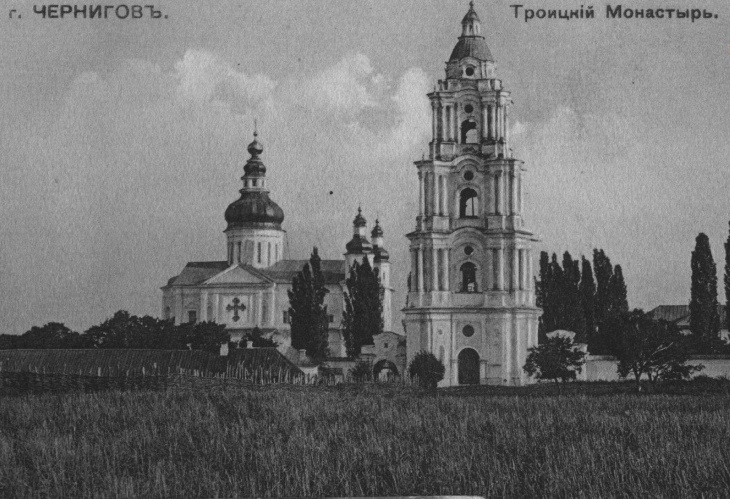
Son clocher classé
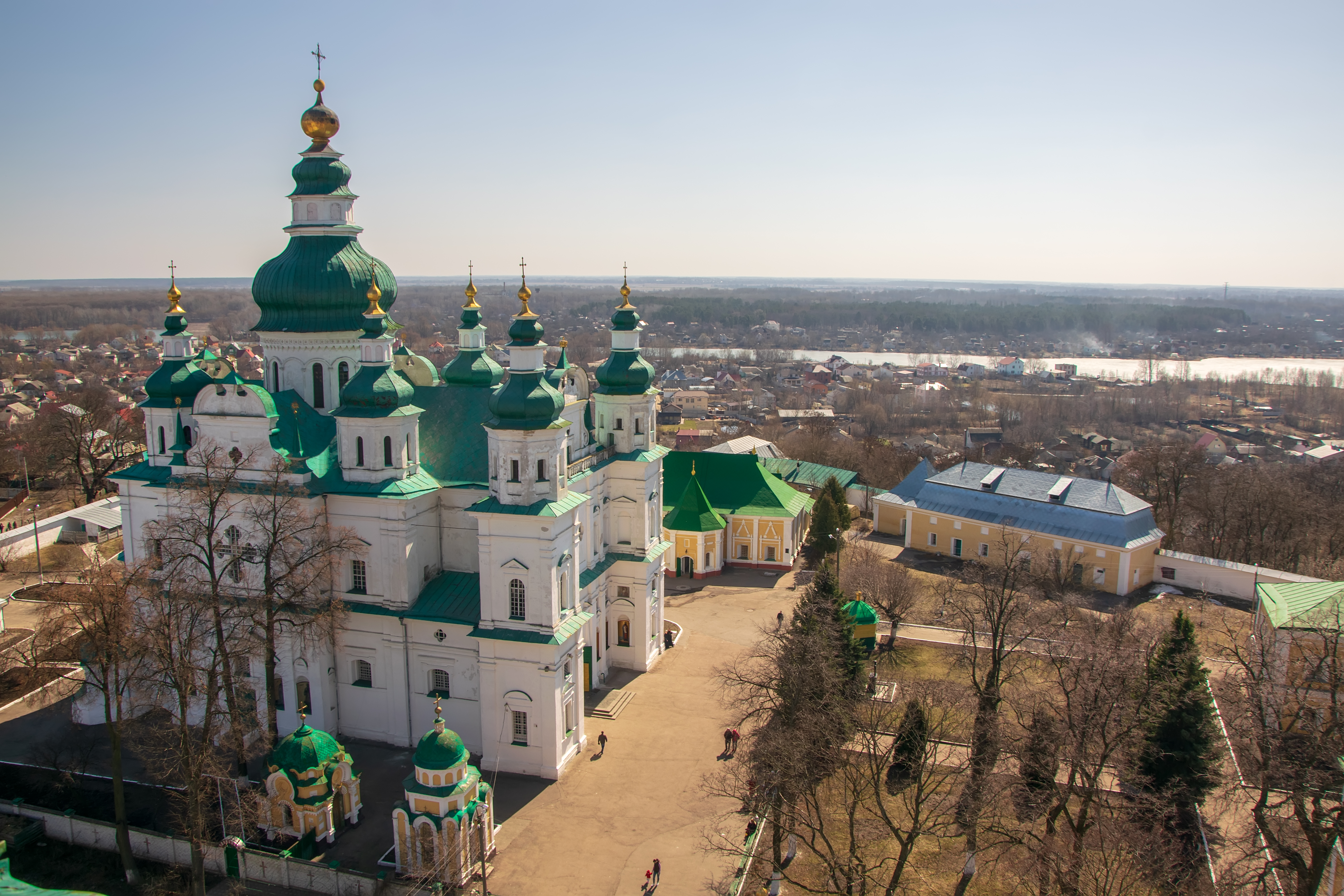
avec les bâtiments du monastère classés
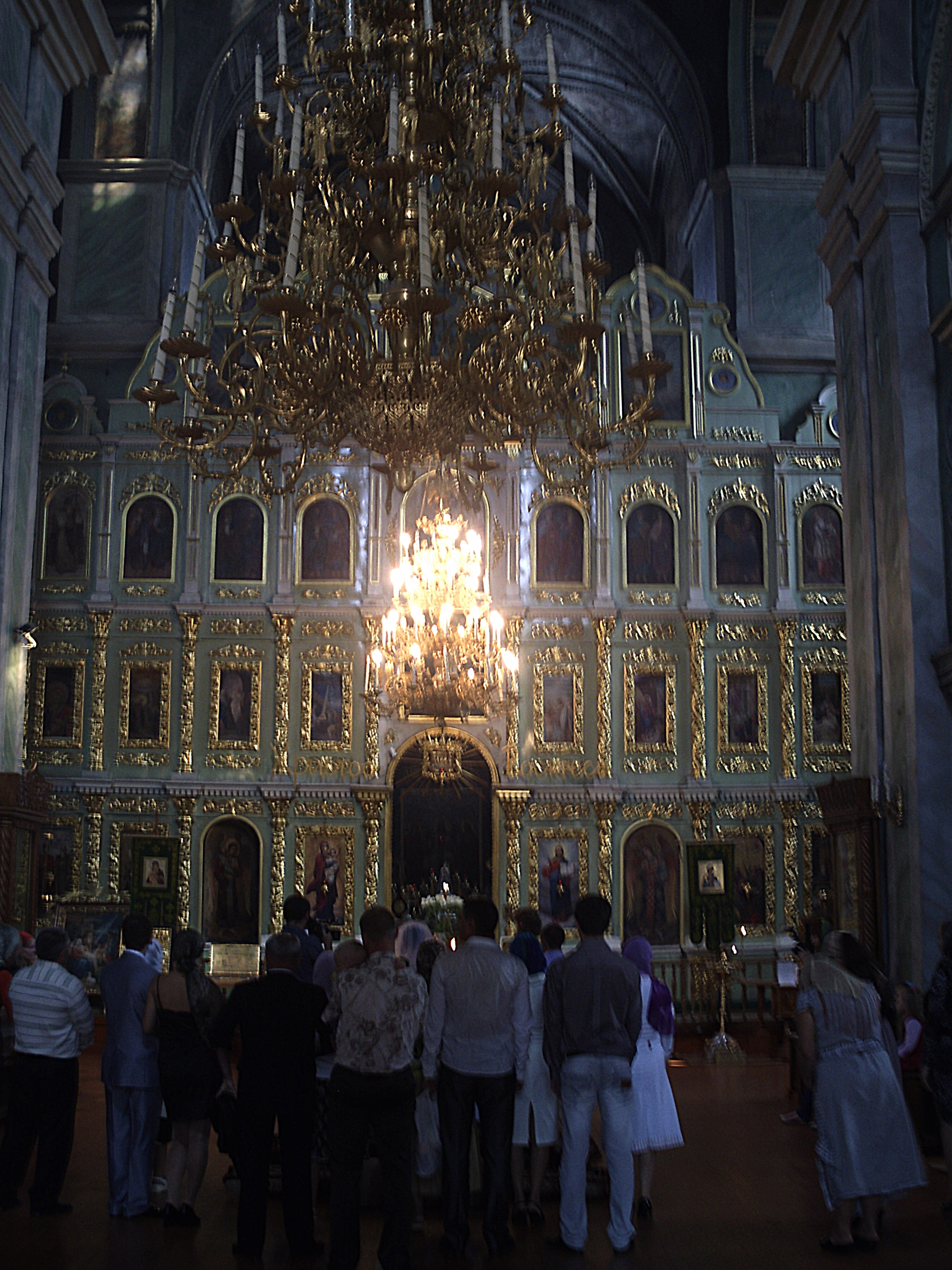
iconostase
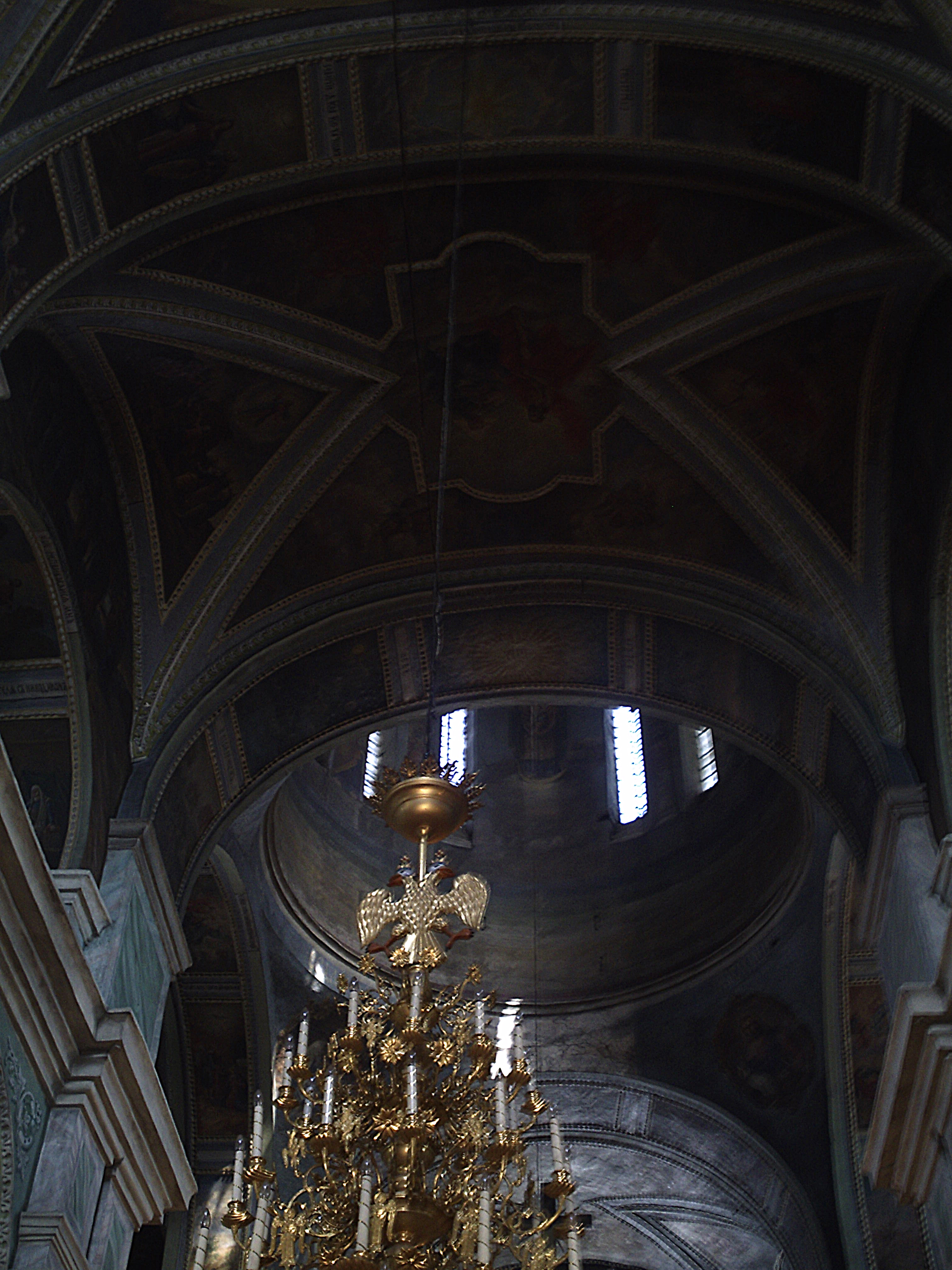
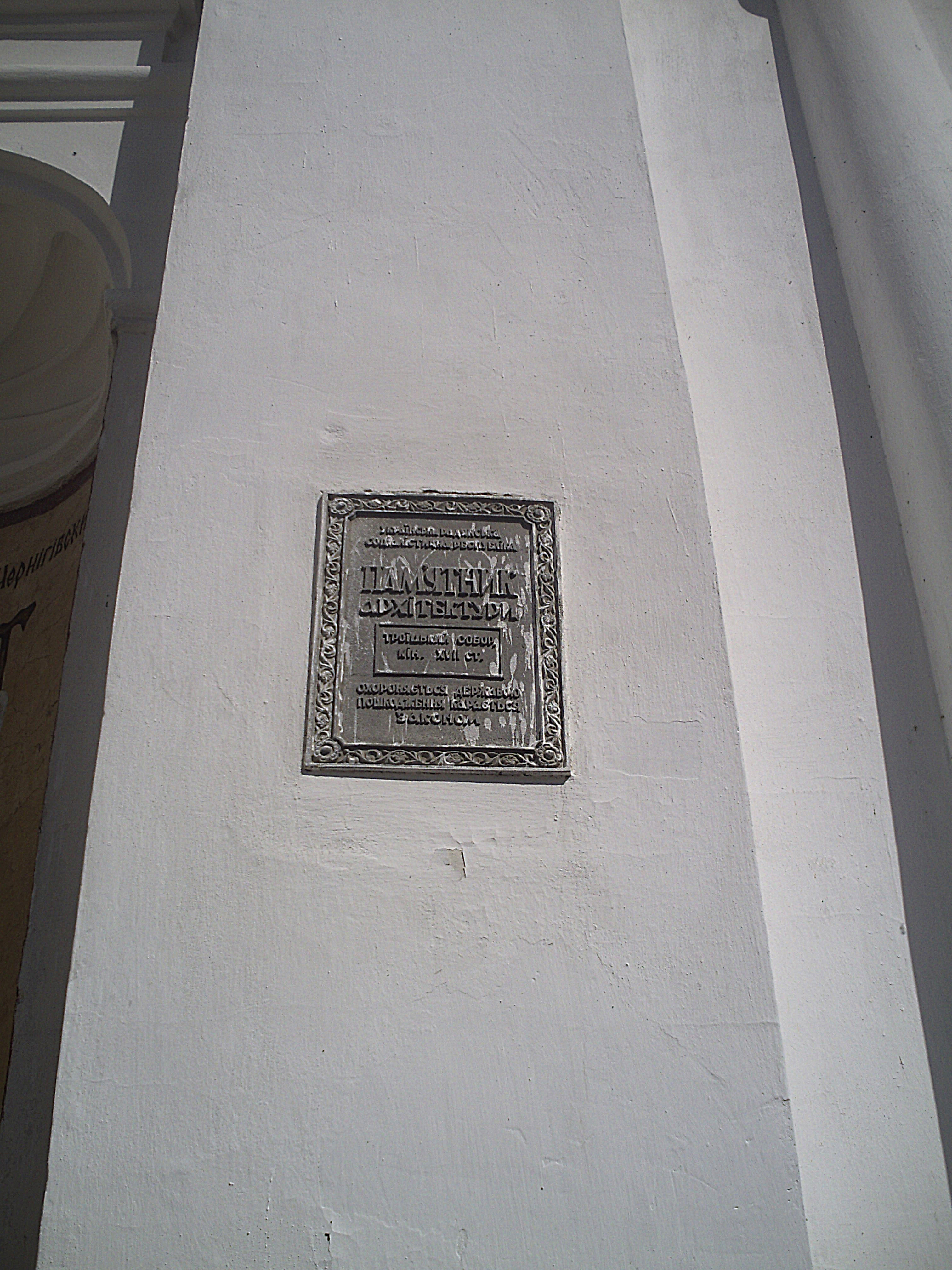
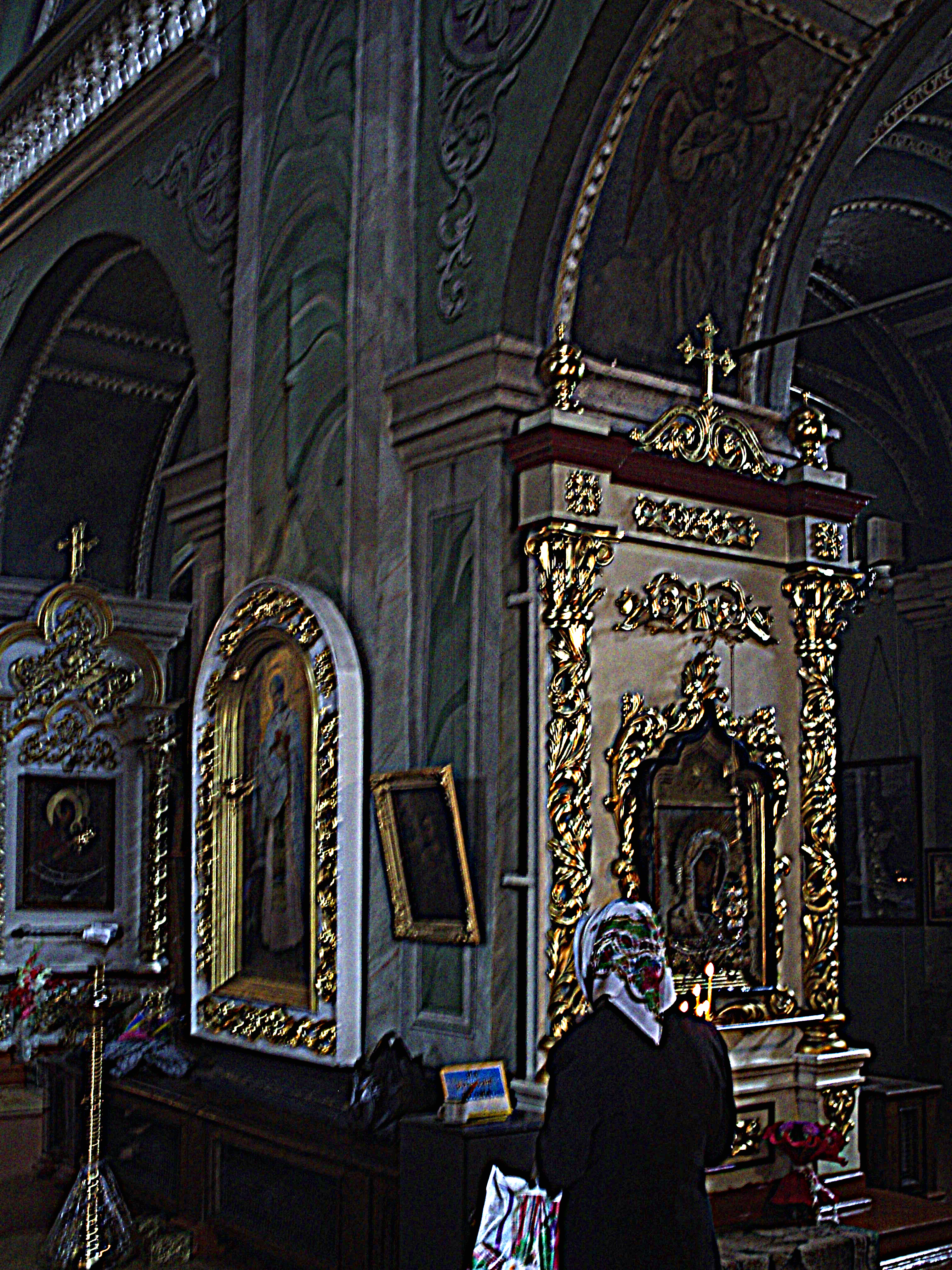
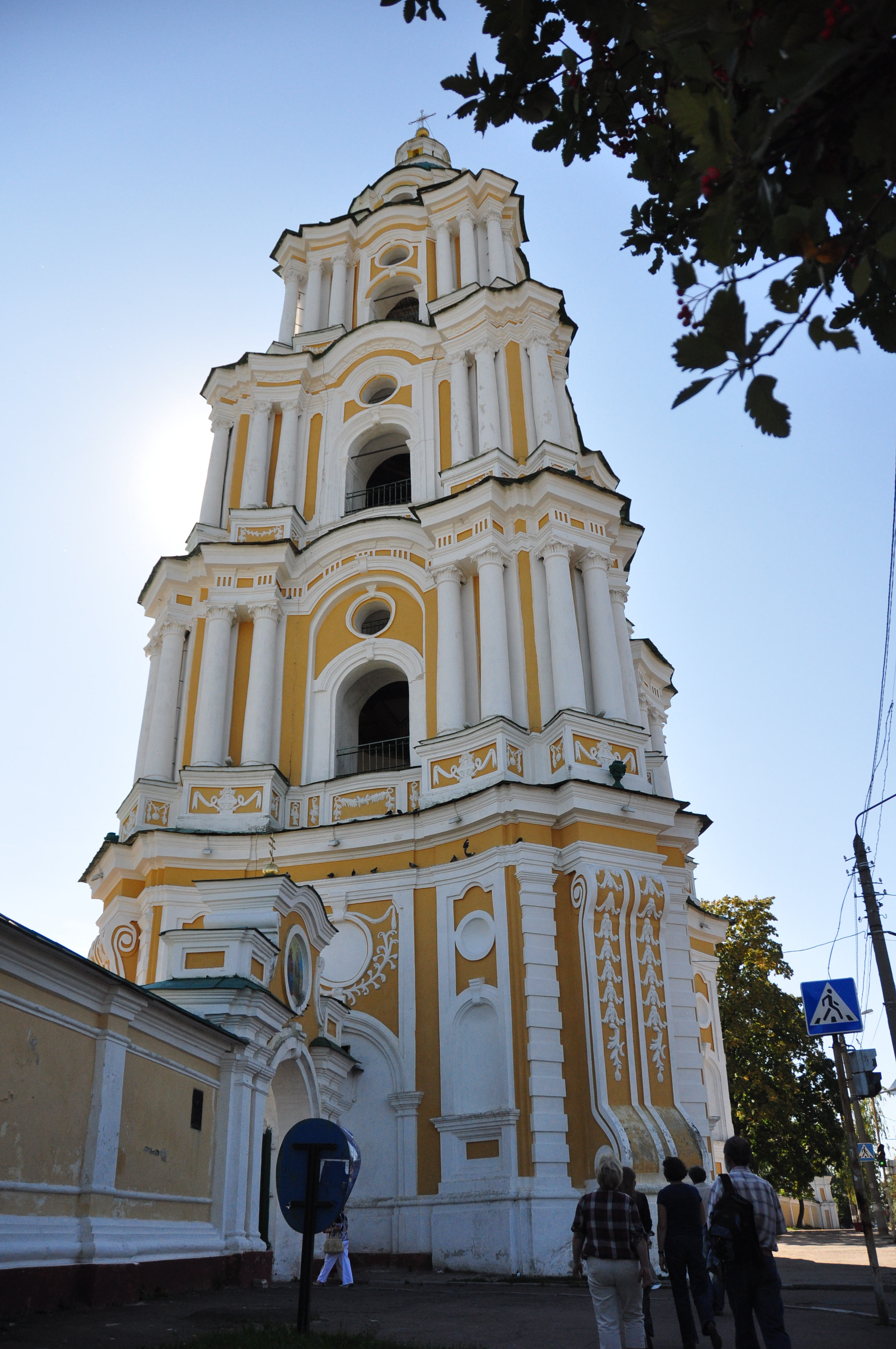
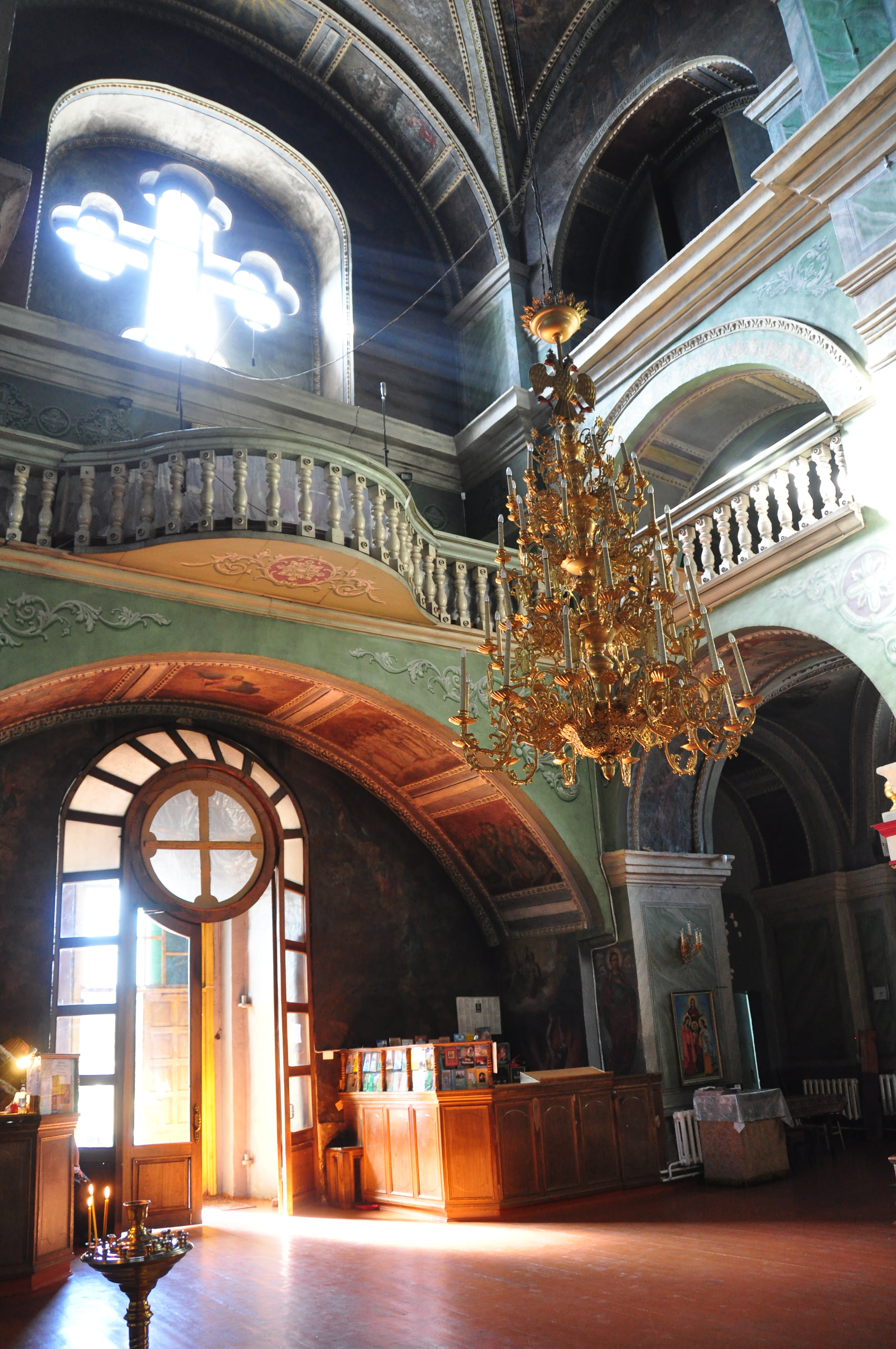
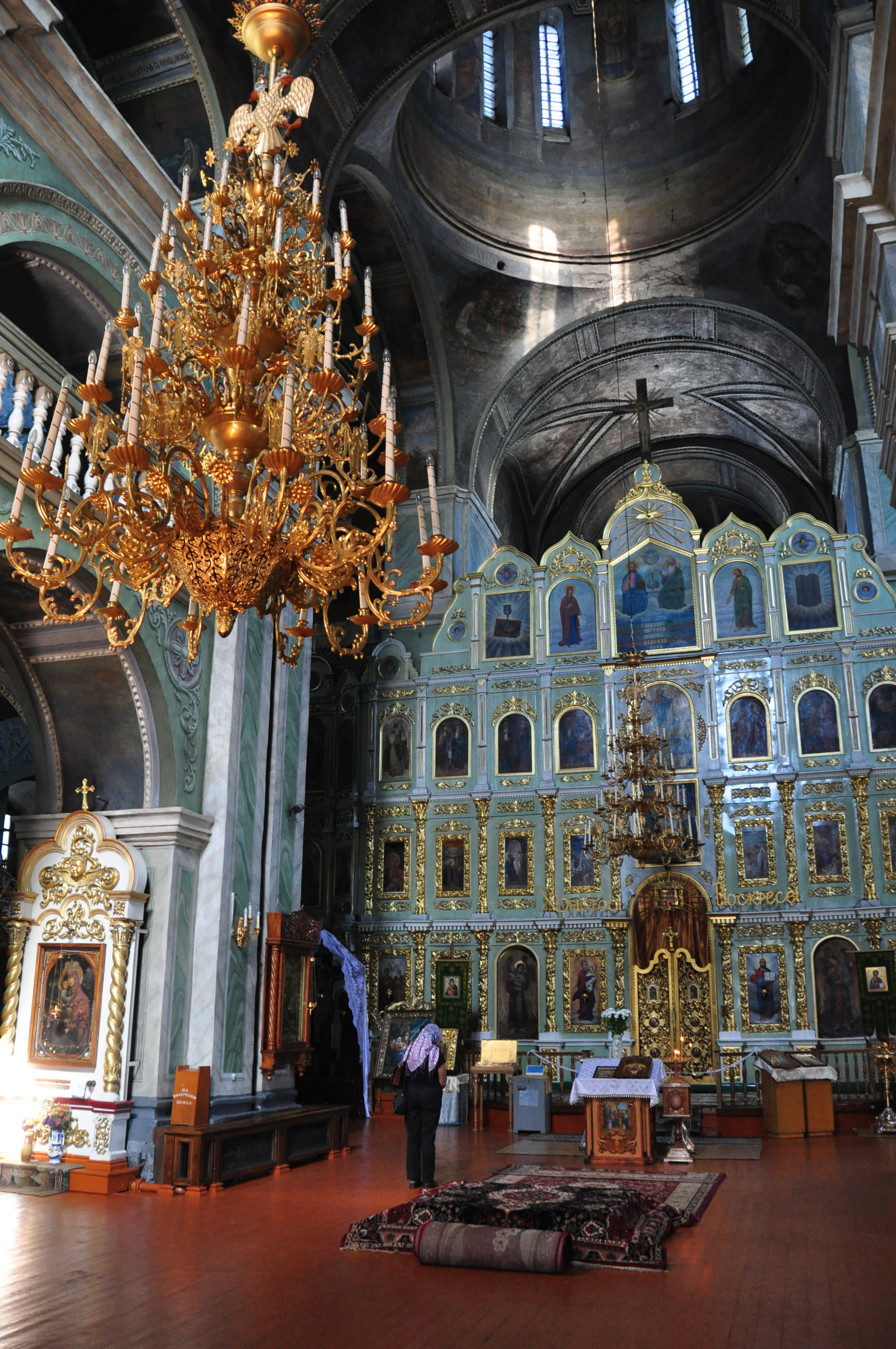
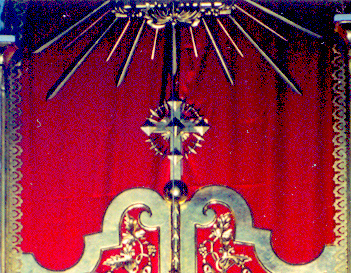
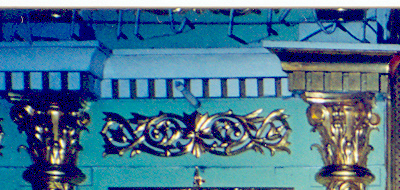